# Wilfrid Edward Francis Jackson
Sir Wilfrid Edward Francis Jackson (* 1883; † 28. März 1971) war ein britischer Verwaltungsbeamter in Kolonien.

## Politische Ämter
Jackson war vom 30. August 1930 bis 7. Juni 1937 Gouverneur der Insel Mauritius. 1931 als Knight Commander des Order of St Michael and St George geadelt. Während seiner Amtszeit wurde 1933 die Verfassung geändert und Dr. Maurice Curé gründete im Februar 1936 die Arbeiterpartei als erste politische Partei. Bei längeren dienstlichen Abwesenheiten wurde er mehrfach vom Kolonialsekretär Edward Walter Evans (1890–1985) vertreten. Im Anschluss war er vom 19. November 1937 bis zum 7. November 1941 Gouverneur von Britisch-Guayana und zuletzt vom 19. Juni 1941 bis zum 28. April 1945 von Tanganjika. 1943 wurde er zum Knight Grand Cross des Order of St Michael and St George erhoben.